# 세르비아 전제공국
세르비아 전제공국(Српска деспотовина)은 1402년부터 1459년까지 약 60년 동안 발칸 지역에 존재했던 중세 세르비아 국가였다.

## 같이 보기
- 세르비아 제국
- 코소보 전투
- 앙카라 전투